# Associação Internacional da Cor
 A Associação Internacional da Cor — AIC (International Colour Association, em inglês, ou Association Internationale de la Couleur, em francês) é uma sociedade científica internacional cujos objectivos são promover a investigação em todos os aspectos da cor, difundir o conhecimento obtido através desta investigação e promover a sua aplicação à solução de problemas nos campos da ciência, da arte, do design e da indústria, num âmbito internacional. 
A AIC aspira a manter uma colaboração próxima com outras organizações internacionais, tais como, por exemplo, a Comissão Internacional de Iluminação (Commission Internationale de l’Éclairage — CIE), a Organização Internacional para a Estandarização (International Organization for Standardization — ISO) e a Comissão Internacional de Óptica (International Commission for Optics — ICO), no que respeita a temas da cor. Apesar disso, a AIC não duplica o trabalho que se realiza nessas organizações nem procura assumir as responsabilidades das mesmas. 

## História
A AIC foi fundada em 21 de Junho de 1967, em Washington, DC, Estados Unidos, durante a 16ª Sessão da CIE (Commission Internationale de l’Éclairage). 
O seu primeiro presidente foi o britânico William David Wright, no período de 1967-1969. 
Os presidentes que sucederam a Wright foram: 
- Yves LeGrand (1970-1973, França);
- Tarow Indow (1974-1977, Japão);
- C. James Bartleson (1978-1981, EUA);
- Robert William G. Hunt (1982-1985, Grã-Bretanha);
- Heinz Terstiege (1986-1989, Alemanha);
- Alan R. Robertson (1990-1993, Canadá);
- Lucia R. Ronchi (1994-1997, Itália);
- Mitsuo Ikeda (1998-2001, Japão);
- Paula J. Alessi (2002-2005, EUA);
- José Luis Caivano (2006-2009, Argentina);
- Berit Bergström (2010-2013, Suécia);
- Javier Romero (2014-2015, Espanha);
- Nick Harkness (2016-2017, Austrália);
- Tien-Rein Lee (2018-2019, Taiwan);
- Vien Cheung (2020-2021, Grã-Bretanha);
- Leslie Harrington (2022-2023, EUA.);
- Maurizio Rossi (2024-2025, Itália).

## Congressos
De quatro em quatro anos, a AIC organiza congressos gerais. Nos anos intermédios pares realiza congressos interinos e nos anos intermédios ímpares realiza congressos intermédios. Nos congressos gerais são apresentados trabalhos originais em todas as temáticas e campos relacionados com a cor, enquanto que os congressos interinos e intermédios são temáticos, concentrando-se cada um deles num aspecto mais específico da cor. Os trabalhos apresentados em todos os congressos são publicados em livros de actas.

## Membros
Os membros regulares da AIC são as associações nacionais de cor dos diferentes países. Para além dessas associações, integra, ainda, membros individuais (pessoas que se associam individualmente) e membros associados (outras associações internacionais afins).

## Comité executivo
O comité executivo da AIC é constituído por sete pessoas: um presidente, um vice-presidente, um secretário-tesoureiro e quatro membros ordinários. Este comité, cujos sete membros devem pertencer a países diferentes, renova-se cada quatro anos, mediante eleições que têm lugar nas assembleias que a associação realiza durante os congressos gerais. 

## Prémio Judd
Desde 1975, em cada dois anos, a AIC outorga um prémio internacional a investigadores ou grupos de investigadores, como modo de reconhecer contributos de destaque no campo da ciência da cor: o Prémio Deane B. Judd. A selecção consiste num procedimento árduo, que inclui nomeações feitas por membros da AIC e a análise de antecedentes dos nomeados realizada por um comité composto pelos anteriores galardoados do prémio. 
Os investigadores que receberam este prémio foram: 
- 1975: Dorothy Nickerson (EUA);
- 1977: William David Wright (Grã-Bretanha);
- 1979: Gunter Wyszecki (Alemanha, EUA, Canadá);
- 1981: Manfred Richter (Alemanha);
- 1983: David L. MacAdam (EUA);
- 1985: Leo M. Hurvich y Dorothea Jameson (EUA);
- 1987: Robert William G. Hunt (Grã-Bretanha);
- 1989: Tarow Indow (Japão, EUA);
- 1991: Johannes J. Vos y Pieter L. Walraven (Holanda);
- 1993: Yoshinobu Nayatani (Japão);
- 1995: Heinz Terstiege (Alemanha);
- 1997: Anders Hård, Gunnar Tonnquist e Lars Sivik (Suécia);
- 1999: Fred W. Billmeyer Jr. (EUA);
- 2001: Roberto Daniel Lozano (Argentina);
- 2003: Mitsuo Ikeda (Japão);
- 2005: John B. Hutchings (Grã-Bretanha);
- 2007: Alan R. Robertson (Canadá);
- 2009: Arne Valberg (Noruega);
- 2011: Lucia Ronchi (Itália);
- 2013: Roy S. Berns (EUA);
- 2015: Françoise Viénot (França);
- 2017: Ming Ronnier Luo (Grã-Bretanha);
- 2019: Hirohisa Yaguchi (Japão);
- 2021: John McCann (EUA);
- 2023: Rolf G. Kuehni (EUA).